# کاناکو فوکائورا
کاناکو فوکائورا (انگلیسی: Kanako Fukaura; ۴ آوریل ۱۹۶۰ – ۲۵ اوت ۲۰۰۸) بازیگر اهل ژاپن بود.